# Cult (Haute-Saône)
Cult ist eine Gemeinde im französischen Département Haute-Saône in der Region Bourgogne-Franche-Comté.

## Geographie
Cult liegt auf einer Höhe von 270 m über dem Meeresspiegel, vier Kilometer nordwestlich von Marnay und etwa 23 Kilometer westnordwestlich der Stadt Besançon (Luftlinie). Das Dorf erstreckt sich im Süden des Départements, in einer Mulde in den südwestlichen Ausläufern der Monts de Gy, nördlich des Ognon-Tals.
Die Fläche des 6,88 km² großen Gemeindegebiets umfasst einen Abschnitt der leicht gewellten Landschaft zwischen den Talebenen von Ognon im Süden und Saône im Norden. Der zentrale Teil des Gebietes wird von der Mulde von Cult eingenommen. Sie wird überwiegend landwirtschaftlich genutzt. Flankiert wird die Mulde von den Ausläufern der Monts de Gy: Im Süden befinden sich die Anhöhen von Bois de Molvau (302 m) und Bois du Mont (bis 305 m), während das Gelände sich nach Nordosten zum Plateau von Avrigney-Virey öffnet. Mit 331 m wird auf einer Kuppe östlich des Dorfes die höchste Erhebung von Cult erreicht. In geologischer Hinsicht ist das Gelände aus einer Wechsellagerung von sandig-mergeligen und kalkigen Schichten der oberen Jurazeit aufgebaut.
Nachbargemeinden von Hugier sind Tromarey und Avrigney-Virey im Norden, Marnay im Osten, Chenevrey-et-Morogne und Bay im Süden sowie Hugier im Westen.

## Geschichte
Der Ortsname ist vermutlich vom lateinischen Wort culus (in der Bedeutung von zuhinterst im Tal) oder von cultus (bebaute Felder) abgeleitet. Er entwickelte sich über Culz zur heutigen Schreibweise. Im Mittelalter gehörte Cult zur Freigrafschaft Burgund und darin zum Gebiet des Bailliage d’Amont. Die lokale Herrschaft hatte eine seit dem 13. Jahrhundert belegte Adelsfamilie inne, die unter der Oberhoheit der Baronie Choye stand. Während des Dreißigjährigen Krieges wurde das Dorf 1637 von Truppen des Herzogs Bernhard von Sachsen-Weimar gebrandschatzt. Zusammen mit der Franche-Comté gelangte Cult mit dem Frieden von Nimwegen 1678 definitiv an Frankreich. Seit 2002 ist Cult Mitglied des 15 Ortschaften umfassenden Gemeindeverbandes Communauté de communes de la Vallée de l’Ognon.

## Sehenswürdigkeiten

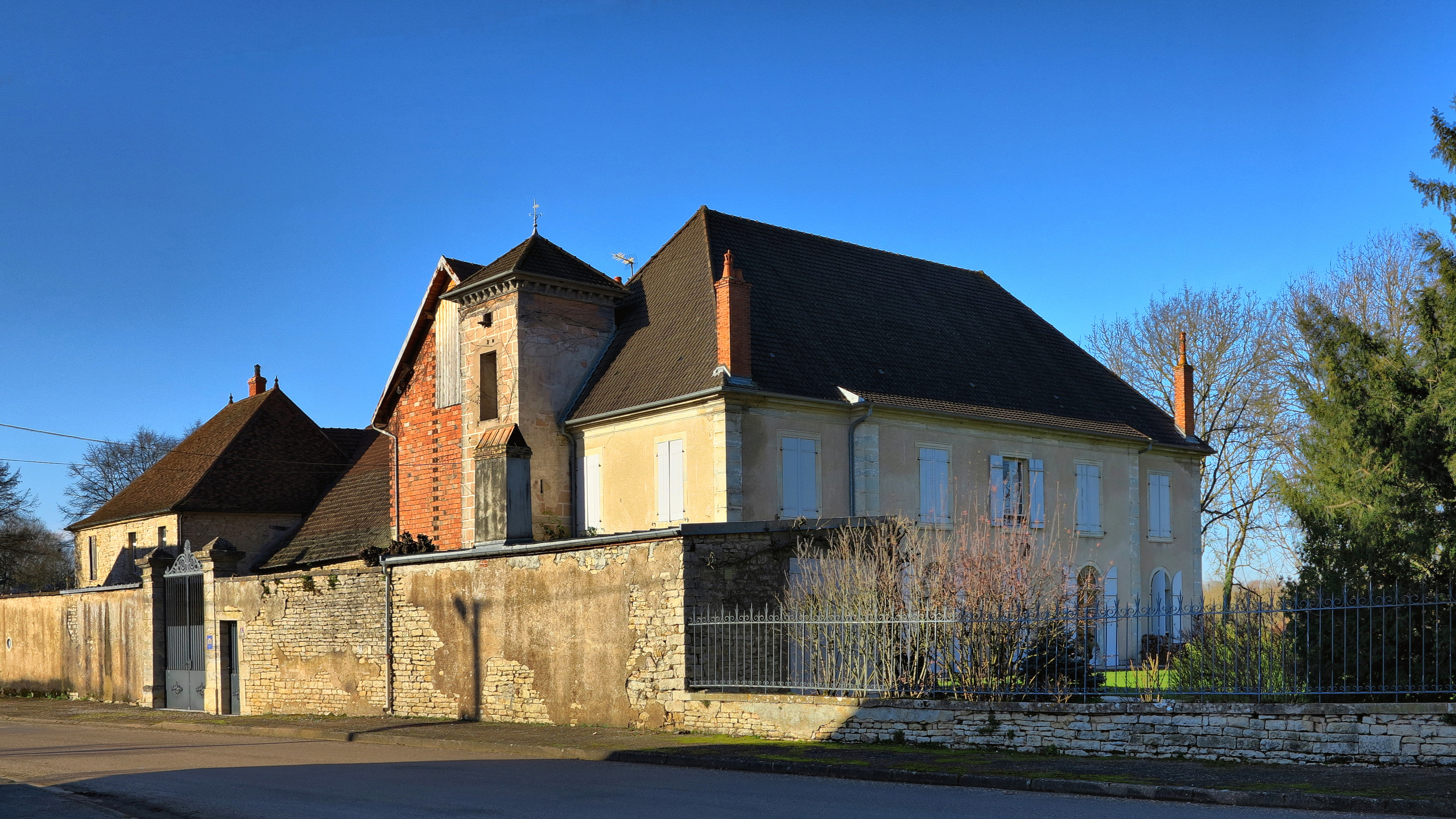
Schloss

Die Kirche von Cult geht ursprünglich auf einen Bau aus dem 13. Jahrhundert zurück, der im Lauf der Zeit mehrfach umgestaltet und verändert wurde; der Glockenturm stammt aus dem 18. Jahrhundert. Zur Kirchenausstattung gehören eine geschnitzte Kanzel und Grabplatten aus dem 17. Jahrhundert.
An der Straße nach Avrigney steht ein Oratoire mit einer Marienstatue aus dem 17. Jahrhundert. Ebenfalls aus dieser Zeit stammt das Schloss.

## Bevölkerung
| Jahr                       | 1962 | 1968 | 1975 | 1982 | 1990 | 1999 |
| Einwohner                  | 154  | 162  | 156  | 133  | 123  | 158  |
| Quellen: Cassini und INSEE |      |      |      |      |      |      |

Mit 229 Einwohnern (1. Januar 2022) gehört Cult zu den kleinen Gemeinden des Département Haute-Saône. Während des gesamten 20. Jahrhunderts bewegte sich die Einwohnerzahl im Bereich zwischen 120 und 180 Personen.

## Wirtschaft und Infrastruktur
Cult war bis weit ins 20. Jahrhundert hinein ein vorwiegend durch die Landwirtschaft (Ackerbau, Obstbau, Weinbau und Viehzucht) und die Forstwirtschaft geprägtes Dorf. Heute gibt es einige Betriebe des lokalen Kleingewerbes, unter anderem in der Branche des Baugewerbes. In den letzten Jahrzehnten hat sich das Dorf zu einer Wohngemeinde gewandelt. Viele Erwerbstätige sind deshalb Wegpendler, die in den größeren Ortschaften der Umgebung ihrer Arbeit nachgehen.
Die Ortschaft ist verkehrstechnisch gut erschlossen. Sie liegt an der Hauptstraße D67, die von Besançon nach Gray führt. Durch eine Ortsumfahrung ist der Dorfkern vom Durchgangsverkehr entlastet. Der nächste Anschluss an die Autobahn A36 befindet sich in einer Entfernung von ungefähr 20 km. Weitere Straßenverbindungen bestehen mit Bay, Hugier, Virey und Avrigney.